# Johann van Beethoven

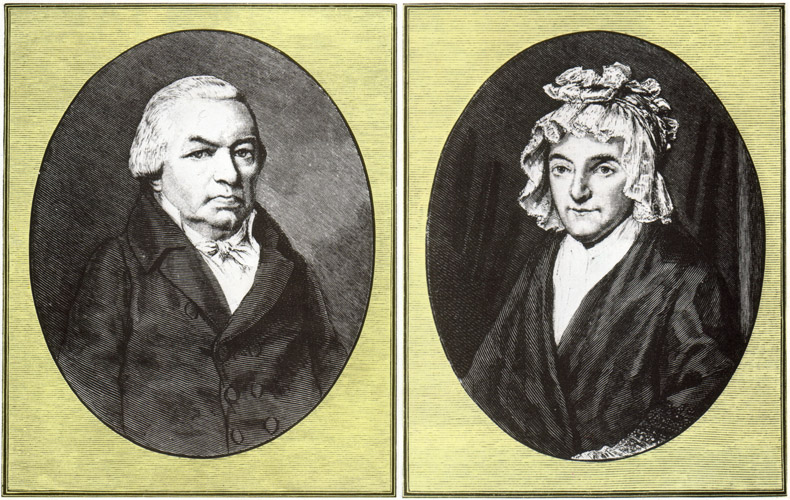
Johann van Beethoven y su esposa Maria Magdalena Keverich.

Johann van Beethoven (Bonn, 14 de noviembre de 1740-ibídem, 18 de diciembre de 1792) fue un músico, profesor y tenor alemán de la corte de Bonn. Fue el padre del compositor Ludwig van Beethoven.

## Biografía
Johann van Beethoven nació el 14 de noviembre de 1740 en la ciudad alemana de Bonn. Sus padres eran Ludwig van Beethoven (1712, Malinas-1773, Bonn), maestro de capilla en la corte del príncipe elector Clemente Augusto de Baviera, arzobispo de Colonia, y Maria Josefa Ball (también conocida como Maria Josefa Poll). Ludwig era descendiente de una familia de campesinos y granjeros originarios de Brabante que se trasladaron a Bonn en el siglo XVIII.
En su infancia recibió clases en un colegio jesuita. A los 20 años, se convirtió en tenor de la capilla de la corte electoral y a partir de ese momento se estableció en la corte. Johann contrajo matrimonio con Maria Magdalena Keverich (1746 en Ehrenbreitstein-1787 ) el 12 de noviembre de 1767 en la iglesia católica de San Remigio de Bonn, una joven viuda e hija de un cocinero de Tréveris. Por ese motivo, el matrimonio contó con la oposición de Ludwig, padre de Johann van Beethoven y abuelo de Ludwig van Beethoven, que ya era entonces un prestigioso maestro de capilla de la corte y consideraba a la joven de una clase social inferior a la de su hijo. El matrimonio se trasladó al 515 de la Bonngasse y dos años después, en 1769, nació su primer hijo, bautizado como Ludwig Maria van Beethoven. Sin embargo, apenas 6 días después de su bautizo, el niño falleció. El 17 de diciembre de 1770, fue bautizado su segundo hijo en la iglesia de Santo Remigio de Bonn, con el nombre de "Ludovicus van Beethoven", tal como se describe en el acta de bautismo. María Magdalena tuvo cinco hijos más, de los que sólo sobrevivieron dos: Kaspar Anton Karl, bautizado el 8 de abril de 1774, y Nikolaus Johann, bautizado el 2 de octubre de 1776.
Johann se dedicó a impartir clases de música, sobre todo de canto y violín. En esa época comenzaron sus problemas de alcoholismo. Johann impulsó la carrera musical de su hijo y fue su primer profesor. Se dice que Johann fue un padre violento cuando Ludwig interpretaba. Un consejero de la corte informó que Johann ocasionalmente encerraba a Ludwig en un sótano. En las tardes, después de recitales, Johann se reunía con sus amigos en tabernas cercanas. A menudo no llegaba a casa hasta después de la medianoche y esperaba que Ludwig, de 5 años, estuviera listo para una lección de piano, de lo contrario, subiría las escaleras hasta llegar a su habitación y sacarlo violentamente fuera de la cama. Cada vez que interpretaba pobremente, Johann exclamaba que era la vergüenza de la familia y lo golpeaba con una regla de madera. En 1784 su voz había empeorado y tres años más tarde, tras el fallecimiento de su esposa el 17 de julio de 1787, sufre una depresión y sus problemas con el alcohol se incrementan. Por ello, no pudo mantener a sus hijos y Ludwig tuvo que mantener a la familia a pesar de su juventud.
Poco después de que Beethoven viajase a Viena para su estancia permanente y estudiar con Joseph Haydn, se enteró de que su padre había fallecido en Bonn el 18 de diciembre de 1792 a la edad de 52 años. Se cree que fue enterrado con su esposa en el antiguo cementerio de la ciudad.

## Ascendencia
Johann van Beethoven era solo una mitad flamenco; su padre Lodewijk fue el último Beethoven en ser totalmente flamenco. La mayoría de su familia más reciente proviene de la región de Renania de habla alemana y del Electorado del Palatinado del Sacro Imperio Romano Germánico.
Los nazis estaban especialmente interesados en los antecedentes familiares de Ludwig van Beethoven: «Después de asegurarse de que Beethoven no tenía ningún matiz racial o nacional sospechoso de lo no germánico en su formación (se negó una clara evidencia de su ascendencia flamenca en una serie de artículos), los maestros de la propaganda nazi y la maquinaria cultural promovieron sus obras como la esencia de la fuerza germánica y aria».

## Personalidad
El padre era alcohólico y abusivo hacia su hijo, y, a la vez, mentiroso a la audiencia. No le gustaba trabajar y nunca había dinero suficiente para pagar las deudas, comida y ropa para su familia. Cuando Beethoven hizo su primera aparición en público en Colonia el 26 de marzo de 1778 con siete años, Johann exclamó que tenía seis años para destacar la precocidad de su hijo y convertirlo en un nuevo niño prodigio, al igual que Mozart, cosa que probablemente no sucedió. Otro ejemplo de una falsa afirmación es en el Concierto para piano n.º 0 en mi bemol mayor, WoO 4, compuesto en 1784 (exclamó que tenía 12 cuando de verdad lo compuso con 13 o 14 años). Beethoven era consciente de estos hechos y le desagradaba cuando el padre se convertiría en un mentiroso.

## Descendientes
El hijo de Johann, Ludwig van Beethoven, no tuvo hijos y nunca estuvo casado, pero su segundo hijo, Karl, sí tuvo hijos. Sin embargo, ninguno de los descendientes vivos de Karl ahora lleva el nombre de Beethoven, el último en hacerlo, Karl Julius Maria van Beethoven, habiendo muerto sin un hijo en 1917.